# São Jerônimo da Serra
São Jerônimo da Serra är en kommun i Brasilien.   Den ligger i delstaten Paraná, i den södra delen av landet, 900 km söder om huvudstaden Brasília. Antalet invånare är 11 336.
I omgivningarna runt São Jerônimo da Serra växer i huvudsak städsegrön lövskog. Runt São Jerônimo da Serra är det glesbefolkat, med 10 invånare per kvadratkilometer.